# Kraussiinae
De Kraussiinae zijn een onderfamilie van krabben (Brachyura) uit de familie Xanthidae.

## Geslachten
De Kraussiinae omvatten de volgende geslachten:
- Garthasia Ng, 1993
- Kraussia Dana, 1852
- Palapedia Ng, 1993